# Fredrik Gjesbakk
Fredrik Gjesbakk (Mo i Rana, 15 de septiembre de 1992) es un deportista noruego que compite en biatlón. Ganó dos medallas en el Campeonato Europeo de Biatlón, plata en 2017 y bronce en 2018.

## Palmarés internacional
| Campeonato Europeo | Campeonato Europeo       | Campeonato Europeo | Campeonato Europeo |
| Año                | Lugar                    | Medalla            | Prueba             |
| ------------------ | ------------------------ | ------------------ | ------------------ |
| 2017               | Duszniki-Zdrój (Polonia) | Medalla de plata   | Relevo mixto       |
| 2018               | Val Ridanna (Italia)     | Medalla de bronce  | Relevo mixto       |